# James Moore (boxeador)
James Moore (Arklow) es un deportista irlandés que compitió en boxeo. Ganó una medalla de bronce en el Campeonato Mundial de Boxeo Aficionado de 2001, en el peso wélter.
En agosto de 2005 disputó su primera pelea como profesional. En su carrera profesional tuvo en total 20 combates, con un registro de 17 victorias y 3 derrotas.

## Palmarés internacional
| Campeonato Mundial | Campeonato Mundial    | Campeonato Mundial | Campeonato Mundial |
| Año                | Lugar                 | Medalla            | Categoría          |
| ------------------ | --------------------- | ------------------ | ------------------ |
| 2001               | Belfast (Reino Unido) | Medalla de bronce  | 67 kg              |